# Nicefor I (cesarz bizantyński)
Nicefor I, Nikefor I, niekiedy z przydomkiem Arab (ur. 765, zm. 26 lipca 811) – cesarz bizantyjski od 802. Założyciel dynastii Niceforów. Jego rządy przypadły na okres walk ikonoklastycznych.
Był patrycjuszem z Seleucji, jego rodzina miała arabskie korzenie. Cesarzowa Irena mianowała go ministrem finansów (logothetēs tou genikou). Z pomocą innych patrycjuszy i eunuchów udało mu się zdetronizować i wygnać Irenę. 31 października 802 został wybrany kolejnym cesarzem. W grudniu 803 koronował swojego syna Staurakiosa na współcesarza. Podobnie, jak jego poprzedniczka był przeciwnikiem ikonoklazmu, nie zwalczał go jednak starając się uspokoić sytuację w cesarstwie. W czasie swego panowania dążył do umocnienia państwa poprzez porządkowanie finansów, walkę z Arabami i umacnianie wpływów w Europie południowo-wschodniej (stłumienie buntu Słowian na Peloponezie w 805).

## Reformy Nicefora
Jako były urzędnik finansowy rozumiał, jak ważne są podstawy ekonomiczne władzy państwowej. Zlikwidował ulgi i zwolnienia podatkowe nadane przez cesarzową Irenę, cofnął też nadania ziemskie przez nią poczynione. Wprowadził zakaz lichwy (pożyczania na procent) obowiązujący osoby prywatne, by zapewnić państwu monopol na kredyt, który był wysoko oprocentowany i przynosił skarbowi znaczne zyski. Zreorganizował pobór podatków i rekrutów tak, aby przerzucić obowiązek uiszczania opłat lub wystawiania żołnierzy (stratiotów) z poszczególnych majątków na całe gminy. Dzięki temu, gdy dany podatnik nie był w stanie uiścić należności, lub wyekwipować żołnierza, zrzucała się na niego cała gmina. Wprowadził również system działek morskich, których właściciele, tak jak stratioci byli zobowiązani do wystawiania rekrutów, ale do bizantyjskiej marynarki. Ponadto przeprowadzał na szeroką skalę kolonizację grecką na pograniczu słowiańskim, przesiedlając chłopów z Anatolii.

## Wojna z Bułgarami
Wiosną roku 809 chan bułgarski Krum zdobył jedną z ważniejszych twierdz bizantyjskich na Bałkanach, Sardykę (dzisiejsza Sofia) i zrównał ją z ziemią. Cesarz zareagował energicznie, wyprawił się na Bułgarów i odzyskał Sardykę, gdzie przystąpił do odbudowy jej fortyfikacji. W 811 roku wyprawił się z większą armią i po odrzuceniu próśb chana o pokój zdobył i spalił bułgarską stolicę, Pliskę wraz z pałacem Kruma. Bułgarzy unikali walnej bitwy wciąż prosząc o pokój. Cesarz odmówił licząc na ostateczne rozgromienie przeciwnika. Wkrótce jednak dał się otoczyć w górach i zginął 26 lipca 811 roku w przegranej przez bizantyńczyków bitwie na przełęczy Wyrbica. Jego syn, ciężko ranny w bitwie, zdołał uciec i został obwołany kolejnym cesarzem.

## Rodzina
Z nieznaną z imienia żoną Nicefor miał co najmniej dwoje dzieci:
- Staurakiosa, kolejnego cesarza,
- Prokopię, żonę Michała I Rangabe, cesarza od 811.